# بطولة نيوزيلندا لكرة القدم
بطولة نيوزيلندا لكرة القدم (بالإنجليزية: New Zealand Football Championship)‏ و(بالماورية: Te Whakataetae Whutupaoro a Aotearoa‏) كان الدوري الوطني لكرة القدم في نيوزيلندا. انطلق موسم 2004-05 وانتهى موسم 2020-21. وحل محله الدوري النيوزيلندي الوطني.
يُعتبر تيم ويلينغتون هو آخر بطل لبطولة نيوزيلندا بعد فوزه بلقب موسم 2020-21، كما يُعتبر أوكلاند سيتي هو الأكثر تتويجاً بلقب البطولة بثمانية ألقاب.